# Brasiléia
Brasiléia este un oraș în unitatea federativă Acre (AC) din Brazilia. La recensământul din 2007, Brasiléia a avut o populație de 19,065 de locuitori. Suprafața localității Brasiléia este de 4,336 km².